# ريكس كلارك
ريكس كلارك (بالإنجليزية: Rex Clark)‏ هو عسكري أسترالي، ولد في 14 سبتمبر 1935 في إينفيريل في أستراليا، وتوفي في 19 أكتوبر 1978 في كانبرا في أستراليا.